# Microthamnium cubense
Microthamnium cubense là một loài Rêu trong họ Hypnaceae. Loài này được (Müll. Hal.) Müll. Hal. mô tả khoa học đầu tiên năm 1898.